# Joan Bastardas
Joan Bastardas i Parera (Barcelona, 1919-Barcelona, 31 de enero de 2009) fue un latinista y romanista español.
Hijo de Albert Bastardas, fue catedrático de la Universidad de Barcelona y centró sus trabajos en el estudio del latín medieval hispánico. Era jefe de redacción del Glossarium Mediae Latinitatis Cataloniae, proyecto de glosario del latín medieval de fuentes catalanas llevado a cabo por la Institución Milà i Fontanals del Consejo Superior de Investigaciones Científicas, con la colaboración de la Universidad de Barcelona y del IEC (Instituto de Estudios Catalanes). También fue colaborador de la Enciclopedia Lingüística Hispánica. 
Miembro del Instituto de Estudios Catalanes desde 1972 siendo su vicepresidente durante el periodo de 1983 a 1986, y de la Real Academia de las Buenas Letras de Barcelona desde 1977, fue reconocido con el premio «Manuel Sanchis Guarner» en 1996, el premio de ensayo de la Institució de les Lletres Catalanes en 1997, la Cruz de Sant Jordi en 1991 y la medalla del IEC en 1997.
Murió el 31 de enero de 2009.

## Obras
- Particularidades sintácticas del latín medieval (cartularios españoles de los siglos VIII al XII) (1953)
- Usatges de Barcelona (1984) editor
- La llengua catalana mil anys enrere (1995)
- Diàlegs sobre la meravellosa història dels nostres mots (1997)
- Els camins del mar i altres estudis de llengua i literatura catalana (1998)